# Viscum goetzei
Viscum goetzei är en sandelträdsväxtart som beskrevs av Adolf Engler. Viscum goetzei ingår i släktet mistlar, och familjen sandelträdsväxter. Inga underarter finns listade i Catalogue of Life.